# Лебское озеро
Ле́бское (Ле́бское озеро, Ле́бско, Лэбско; пол. Łebsko) — озеро в Польше. Площадь водоёма 75 км², глубина до пяти метров. Озеро имеет 16,4 километра в длину и 7,6 км в ширину. 
Озеро находится у побережья Балтийского моря в Поморском воеводстве. Берега плоские, заболоченные. От Балтийского моря озеро отделено песчаной косой. Через озеро протекает река Леба, соединяющая его с морем.